# Роум (Огайо)
Роум (англ. Rome) — селище (англ. village) в США, в окрузі Адамс штату Огайо. Населення — 83 особи (2020).

## Географія
Роум розташований за координатами 38°39′58″ пн. ш. 83°22′41″ зх. д. / 38.66611° пн. ш. 83.37806° зх. д. (38.666203, -83.378143).  За даними Бюро перепису населення США в 2010 році селище мало площу 0,66 км², з яких 0,60 км² — суходіл та 0,06 км² — водойми.

## Демографія
Згідно з переписом 2010 року, у селищі мешкали 94 особи в 45 домогосподарствах у складі 26 родин. Густота населення становила 142 особи/км².  Було 64 помешкання (97/км²).
Расовий склад населення:
| - 95,7 % — білих - 2,1 % — корінних американців |

До двох чи більше рас належало 2,1 %. Частка іспаномовних становила 1,1 % від усіх жителів.
За віковим діапазоном населення розподілялося таким чином: 21,3 % — особи молодші 18 років, 54,2 % — особи у віці 18—64 років, 24,5 % — особи у віці 65 років та старші. Медіана віку мешканця становила 49,3 року. На 100 осіб жіночої статі у селищі припадало 100,0 чоловіків;  на 100 жінок у віці від 18 років та старших — 94,7 чоловіків також старших 18 років.
Медіана доходів становила 36 250 доларів для чоловіків та 35 000 доларів для жінок. За межею бідності перебувало 28,2 % осіб, у тому числі 0,0 % дітей у віці до 18 років та 38,9 % осіб у віці 65 років та старших.
Цивільне працевлаштоване населення становило 26 осіб. Основні галузі зайнятості: виробництво — 42,3 %, освіта, охорона здоров'я та соціальна допомога — 34,6 %, науковці, спеціалісти, менеджери — 11,5 %, транспорт — 7,7 %.